# Мартыновка (Староконстантиновский район)
Мартыновка (укр. Мартинівка) — село в Староконстантиновском районе Хмельницкой области Украины.
Население по переписи 2001 года составляло 498 человек. Почтовый индекс — 31131. Телефонный код — 3854. Занимает площадь 1,49 км². Код КОАТУУ — 6824282003.

## Местный совет
31141, Хмельницкая обл., Староконстантиновский р-н, с. Вишнополь